# Палаузово
Палаузово (болг. Палаузово) — село в Болгарии. Находится в Ямболской области, входит в общину Стралджа. Население составляет 143 человека.

## Политическая ситуация
Палаузово подчиняется непосредственно общине и не имеет своего кмета.
Кмет (мэр) общины Стралджа — Митко Панайотов Андонов (Болгарская социалистическая партия (БСП)) по результатам выборов в правление общины.